# De reiskoffer en het geheim van de paarse kamer
De reiskoffer en het geheim van de paarse kamer is een Nederlandse jeugdserie uit 2009. De serie werd gemaakt in samenwerking met de Stichting CliniClowns Nederland en is het vervolg op Villa Neuzenroode. Ze werd uitgezonden door AVRO van 5 januari tot 2 maart 2009.
Samen met vier kinderen (Davy, Lara, May en Vincent) proberen de cliniclowns Pop & Dikkie de mysterieuze schurk CC te stoppen. CC wil de macht in Nederland nadat zijn moeder en oom, ook beruchte criminelen, gevangen werden genomen door de overheid. De overheid zet de geheime dienst in om CC te stoppen.

## Rolverdeling
| Rol                        | Gespeeld door                           |
| -------------------------- | --------------------------------------- |
| Cliniclown Pop             | Desirée van de Wiel                     |
| Cliniclown Dikkie          | Gerard Walters                          |
| May                        | Emma Bondam                             |
| Davy                       | Nayler Mondt                            |
| Lara                       | Ivana Stamenkovits                      |
| Vincent                    | Max Fortuin                             |
| Zuster Sascha              | Escha Tanihatu                          |
| CC                         | Frederik Stuut                          |
| Gotcha                     | Hans Zijp                               |
| Stew                       | Leon de Kok                             |
| Karl                       | Winfred den Hoed                        |
| Hedwig                     | Pinie Treffers                          |
| Vita                       | Kim Zoutendijk                          |
| Minister-president         | Jack van Gelder                         |
| Bewaker energiecentrale    | Barry Tielhof                           |
| Kapitein baggerschip       | Rob Terwijn                             |
| Russische kapitein         | Ben Ket                                 |
| Schooljuffen               | Wendy Seegers en Joscha de Boever       |
| Medewerksters taartfabriek | Angelique van Breemen en Wendy Riemslag |

## Regie, producenten, muziek en scenario
- Regie: Ward Latiers
- Scenario: Lars Boom
- Muziek: Ronald Schilperoort
- Producenten: Ruud van Breugel, Ton F. van Dijk en Ward Latiers

## Afleveringen
In totaal zijn er tien afleveringen die samen één verhaal vormen. De afleveringen duren 15 tot 20 minuten.
| aflevering | naam           |
| ---------- | -------------- |
| 1          | Taart          |
| 2          | Nog meer taart |
| 3          | Stroom         |
| 4          | Geen stroom    |
| 5          | Bagger         |
| 6          | Veel bagger    |
| 7          | Water          |
| 8          | Vies water     |
| 9          | Kaboem         |
| 10         | Kaboem?        |